# アン・ブラス・ラター
アン・ブラス・ラター（Anne Brasz-Later、1906年7月16日 - 2020年9月2日）は、かつてオランダ・ユトレヒト州に在住した長寿の女性。2019年12月24日から死去するまでオランダ最長寿の人物であり、世界でも年齢が検証された11番目の長寿者であった。またオランダでは1900年代生まれ最後の生存者であった。

## 来歴
オランダ・ゼーラント州生まれ。生誕当初は「アン」と呼ばれていた。3歳の頃にインドネシア（当時はオランダの植民地）に移り、40年以上暮らした。このとき彼女は既に結婚しており、3人の子供に恵まれた。また夫が1938年に自動車事故により亡くなり、未亡人となった。1949年以降はオランダに帰国し、ユトレヒト州に亡くなるまで暮らしていた。しかし帰国直後は無一文であった。彼女の娘によると110歳の時点では首や脚が不自由なものの、とても元気でほとんどの物事を記憶していたという。
2019年1月14日、ジェロントロジー・リサーチ・グループ（GRG）によって年齢が確認され、長寿者リストに追加された。2019年12月24日にはゲルチェ・クインチェスの死去に伴い、存命中のオランダの最高齢者となる。2020年7月16日、オランダ人としては史上3人目となる114歳の誕生日を迎えた。2020年9月に死去。